# Getúlia
Getúlia era o antigo nome dados pelos  romanos a uma região da África do Norte que corresponde hoje a áreas litorâneas da Tunísia e da Argélia situadas entre a cordilheira do Atlas e mar Mediterrâneo. Ocupa parte do que foi mais tarde chamado de Berbéria e limitava a oeste com  a antiga Mauritânia e a leste com a então Numídia. Outros autores situam a Getúlia ao sul do Atlas, junto ao Deserto do Saara. A região foi habitada pelos Berberes desde tempos imemoriais. Por vezes lhe foi aplicado o nome Vandália por cauda dos Vândalos, tribo germânica que migrou para a região no século VI.
Os getulos foram finalmente subjugados por Cosso Cornélio Lêntulo Getúlico em 6. Foi a partir de Cosso Cornélio Lêntulo Getúlico que o nome Getúlio passou a nominar muitas pessoas no Império Romano.

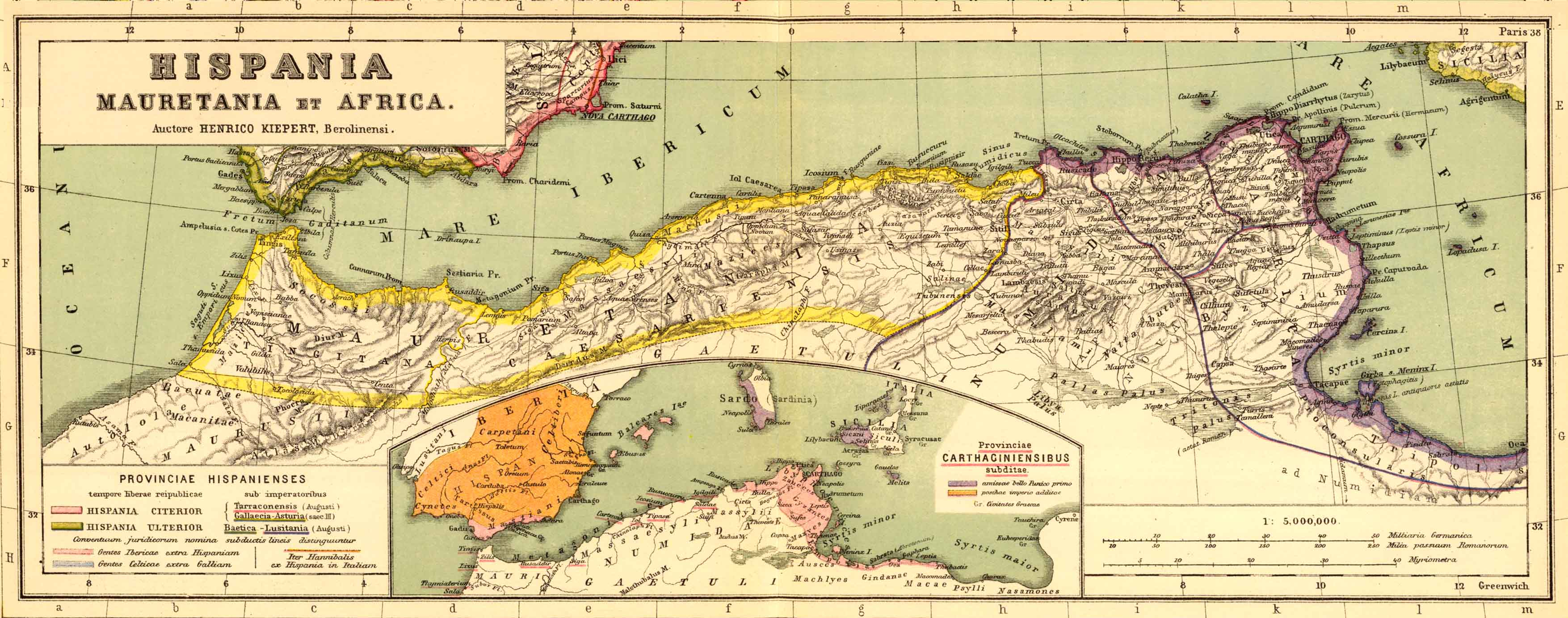
Mapa mostrando Getúlia ao sul da Mauritânia, não entre os Atlas e o Mediterrâneo